# Wojanowski

Herb

Herb własny Szczęsnego Wojanowskiego jako komandora zakonu Joannitów w Poznaniu

Wojanowski (Dąbrowski III, Dambrowski, Damerau, Dameraw, Dąmbrowski, Dombrowski, Damerau-Wojanowski, Dąbrowski-Wojanowski, Wojenaw, Woyanow, Woynow, Leliwa odmienny) – polski herb szlachecki, odmiana herbu Leliwa, używany przez rodzinę osiadłą na Kaszubach.

## Opis herbu
Znane są przynajmniej dwa warianty tego herbu.
Wojanowski (Dąbrowski III): W polu błękitnym nad półksiężycem złotym takaż gwiazda sześciopromienna. W klejnocie nad hełmem w koronie siedem piór strusich – trzy złote między czterema błękitnymi.
Wojanowski odmienny (błędnie Szeliga odmienny): Tarcza dzielona w pas, w polu górnym, czerwonym, krzyż srebrny, w polu dolnym herb jak powyżej. W klejnocie nad hełmem w koronie krzyż maltański srebrny. Labry jak wyżej.

## Najwcześniejsze wzmianki
Herb własny rodziny Dąbrowskich z Wojanowa, którzy później pisali się Wojanowskimi. Jako odmienną Leliwę znają go polskie herbarze, m.in. Niesieckiego (Korona polska, 1728) i Dachnowskiego (Herby szlacheckie w ziemiach pruskich, ok. 1620). Herb widnieje na tablicy epitafijnej z 1587 roku w kościele w Oliwie, choć w wersji nieco zniekształconej (pióra w klejnocie jakby strusie, wierzch labrów czerwony). Herb udostojniony krzyżem Joannitów był herbem własnym Szczęsnego (Feliksa) Wojanowskiego, komandora Joannitów z Poznania. Znany jest z jego pieczęci odciśniętej w roku 1608.

## Herbowni
Wojanowski (Wojenaw, Woyanow, Woynow, Damerau-Wojanowski).

## Rodzina Wojanowskich
Rodzina kaszubska pochodząca z Dąbrówki w parafii Drzycim. Według Kneschkego, rodzina ta jest wspólnego pochodzenia z Dąbrowskimi herbu Dąbrowski, tylko miała porzucić stary herb. Stosunkowo wcześnie członkowie tej rodziny weszli w posiadanie wsi Wojanowo i zaczęli pisać się Wojanowskimi. Wojanowscy byli dość zamożną rodziną, w wieku XVI wymienia się Feliksa Dąbrowskiego we wsi Wojanowo, Iłownica, Jagatowo, Rusocin, Kleszczewo, Zaskoczyn oraz części Sąpolna, a także Piotra Dąbrowskiego w części Trzcińska, Bielkówka i Liniewka. Rodzina wygasła w linii męskiej około połowy XVII wieku.